# Sericotrupes niger
Sericotrupes niger là một loài bọ cánh cứng trong họ Geotrupidae. Loài này được Marsham miêu tả khoa học năm 1802.